# پیتر اریکسون (سوارکار)
پیتر اریکسون (انگلیسی: Peter Eriksson؛ زادهٔ ۶ اکتبر ۱۹۵۹) سوارکار پرش اهل سوئد است.